# Cómics (serie filatélica)
Cómics es el nombre de una serie filatélica emitida por Correos y Telégrafos de España entre los años 1997 y 2001, dedicada a los principales exponentes de la historieta española. En total fueron puestos en circulación 10 sellos en 5 fechas de emisión diferentes.

## Descripción
| Fecha de emisión | Nombre del sello (descripción)                                                                                 | Dimensiones (mm) | Valor facial (en €) |
| ---------------- | --- | ---------------- | ------------------- |
| 30.05.1997       | 1) La familia Ulises, historieta creada en 1945 por el dibujante Marino Benejam                                | 40,9 × 28,8      | 21                  |
| 30.05.1997       | 2) El Guerrero del Antifaz, historieta creada en 1944 por el dibujante Manuel Gago García                      | 40,9 × 28,8      | 32                  |
| 26.02.1998       | 1) Mortadelo y Filemón, historieta creada en 1958 por el dibujante Francisco Ibáñez                            | 28,8 × 40,9      | 35                  |
| 26.02.1998       | 2) Zipi y Zape, historieta creada en 1948 por el dibujante José Escobar                                        | 40,9 × 28,8      | 70                  |
| 11.06.1999       | 1) Doña Urraca, historieta creado en 1948 por el dibujante Jorge (pseudónimo de Miguel Bernet Toledano)        | 28,8 × 40,9      | 35                  |
| 11.06.1999       | 2) El Coyote, historieta de los años 50 y 60, obra del escritor José Mallorquí y del dibujante Francisco Batet | 28,8 × 40,9      | 70                  |
| 26.05.2000       | «Cómics» 1) Las hermanas Gilda, historieta de los años 50 y 60, del dibujante y guionista Manuel Vázquez       | 40,9 × 28,8      | 35                  |
| 26.05.2000       | 2) Roberto Alcázar y Pedrín, historieta de los años 40 y 50, del dibujante Eduardo Vañó                        | 28,8 × 40,9      | 70                  |
| 20.11.2001       | 1) Una viñeta hecha por el historietista catalán Josep Coll i Coll, uno de los clásicos de la revista TBO      | 40,9 × 28,8      | 40 (0,24)           |
| 20.11.2001       | 2) Rompetechos, personaje de cómic del afamado historietista Francisco Ibáñez                                  | 40,9 × 28,8      | 75 (0,45)           |